# Estadio Olímpico de Rabat
El Estadio Olímpico de Rabat es un estadio situado al sur de la capital marroquí cerca del Estadio Príncipe Moulay Abdellah, se encuentra entre los 9 estadios organizadores de la Copa Africana de Naciones de fútbol de 2025.
Este estadio albergará partidos de la fase de grupos de la competición continental africana. Este estadio se construirá para sustituir la pista de atletismo que se está retirando del Estadio Príncipe Moulay Abdellah, que se encuentra actualmente en obras de renovación.

## Historia
El Estadio Olímpico de Rabat, anexo al Complejo Deportivo Moulay Abdellah, fue inaugurado acogiendo el domingo 25 de mayo de 2025 la 16ª edición del Encuentro Internacional Mohammed VI de Atletismo, cuarta etapa del calendario 2025 de la Diamond League.